# Nehézszagú gólyaorr
A nehézszagú gólyaorr (Geranium robertianum) a gólyaorrvirágúak (Geraniales) rendjébe, ezen belül a gólyaorrfélék (Geraniaceae) családjába tartozó faj.

## Előfordulása
A nehézszagú gólyaorr Európában, Ázsiában, Észak-Afrikában és Észak-Amerikában is honos.

## Alfajai
- Geranium robertianum subsp. purpureum (Vill.) Nyman
- Geranium robertianum subsp. robertianum

## Megjelenése
Ez a gólyaorrféle 20–50 centiméter magasra nő meg. Sűrűn mirigyszőrös, elágazó szárai nagyon gyakran kárminvörösek. Illóolaj-tartalma miatt a szaga kellemetlen, különösen megdörzsölve. Levelei 3–5 levélkéből állnak. Ezek a levélkék egy-kétszeresen szárnyasan szeldeltek, elálló szőrűek, ragadósak. Az 1,5–2 cm széles, bíborrózsaszínű virágok többnyire kettesével nőnek a kúszó vagy felemelkedő szárakon. A csésze szálkás, a 9–12 milliméteres sziromleveleken három fehéres csík húzódik végig. A portok vörösesbarna. Gólyaorrtermése van.

## Életmódja, termőhelye
A nehézszagú gólyaorr egyéves növény, a lomb-, tűlevelű és elegyes erdők, vágások, törmelékes lejtők, árnyas sziklák, kőfalak lakója. Nitrogénkedvelő faj, ami nyirkos talajú és magas páratartalmú helyeken különösen jól fejlődik. Májustól szeptemberig nyílik.

## Hatóanyagai
Kellemetlen szagú illóolaja mellett ellagitanninokat (geranint és izogeranint), valamint flavonoidokat tartalmaz.

## Gyógyhatása
Cseranyagtartalma miatt a népi gyógyászatban hasmenésre, a gyomor és a belek nyálkahártyájának gyulladásaira, belső vérzések kezelésére, máj- és epebetegségek kezelésére, gargarizálószerként a száj és garat gyulladásaira is alkalmazták. Külsőleg fekélyeket, kiütéseket, nehezen gyógyuló sebeket kezeltek a friss növénnyel. A homeopátiában hasmenésre, vérzésekre, fájdalmas vizelésre és krónikus mandulagyulladásra adják.

## Képek

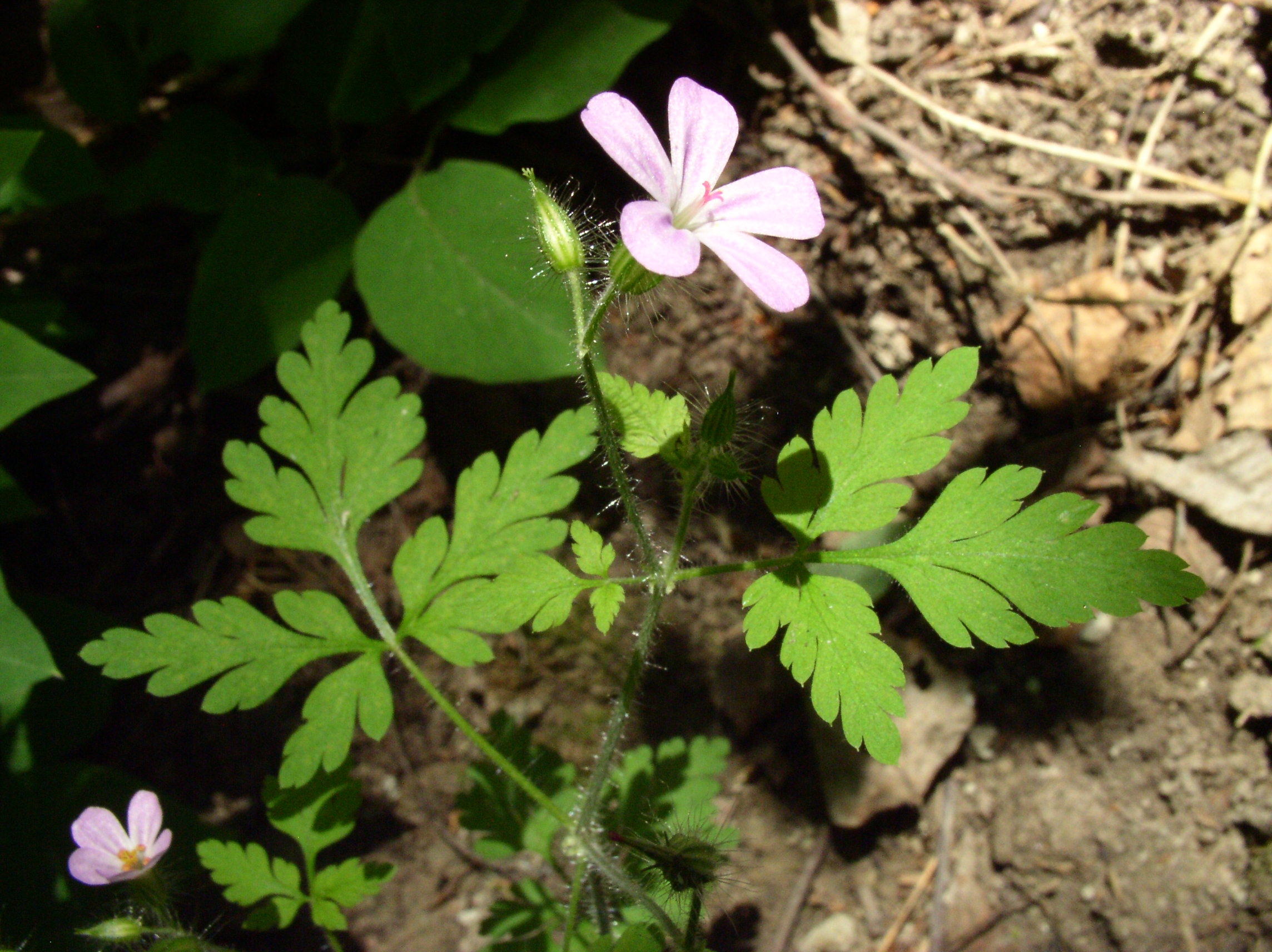
A növény virággal
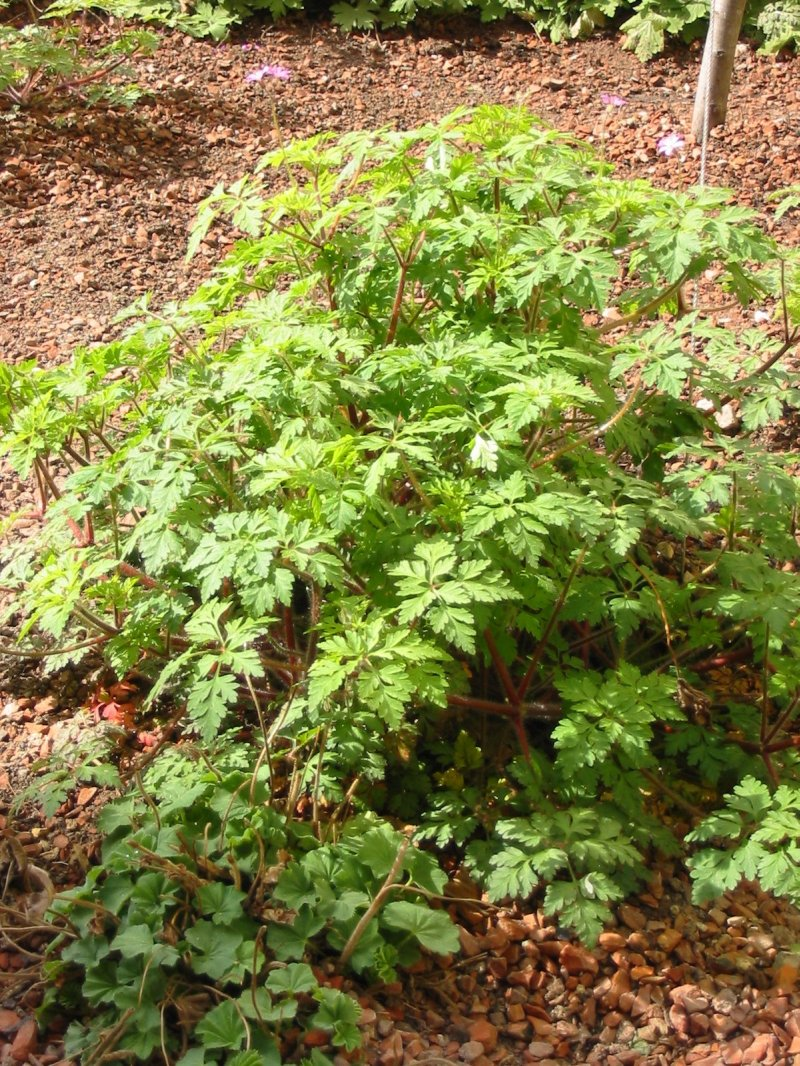
és nélkül
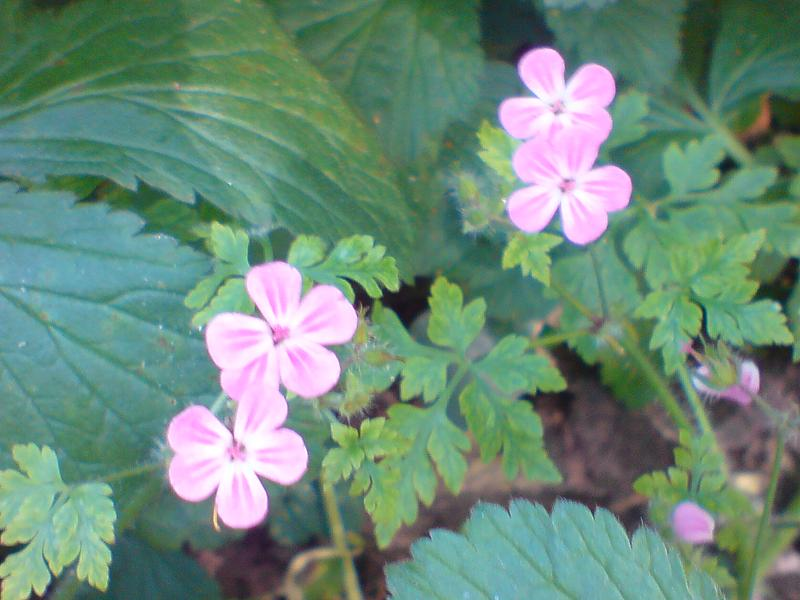
Nehézszagú gólyaorr az angliai Kew Gardens-ban
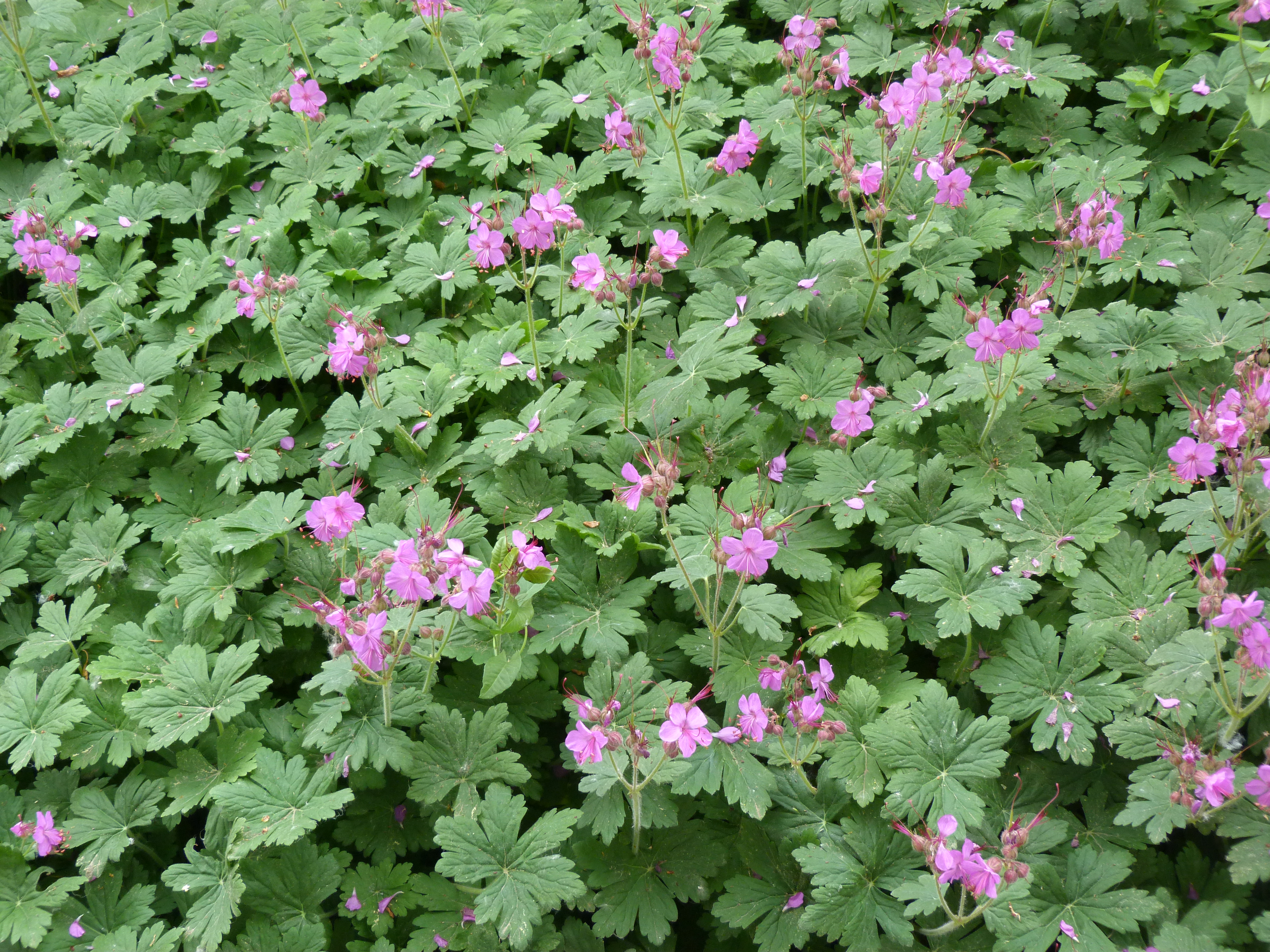
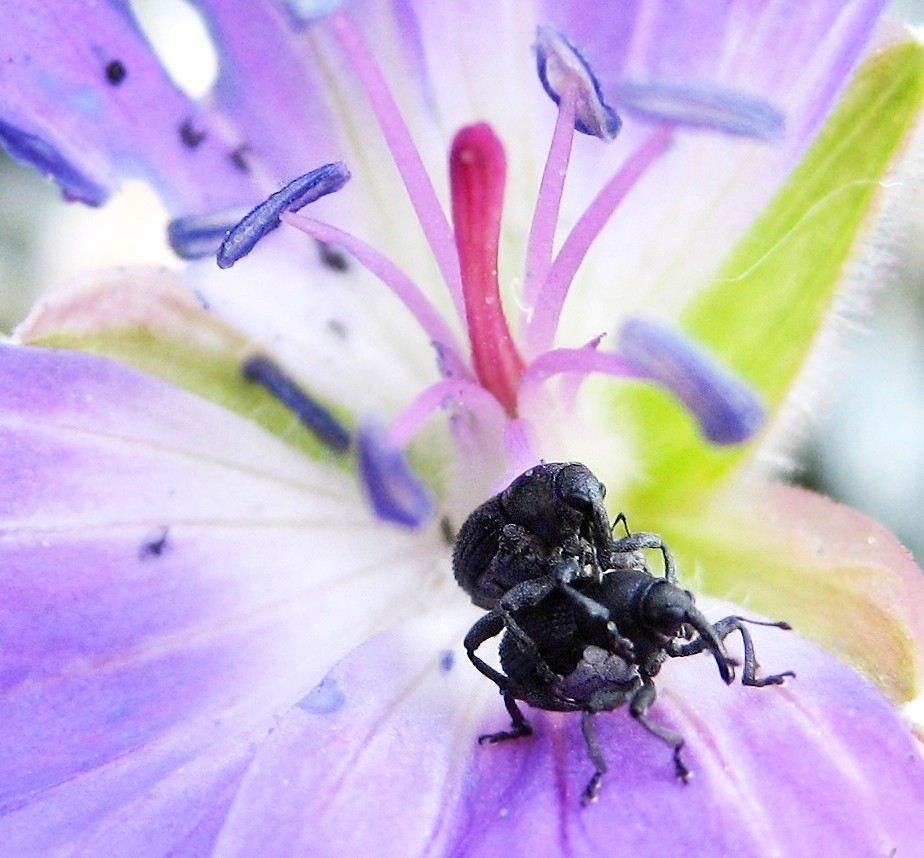
Bibéi mellett párzó ormányosbogár-félék
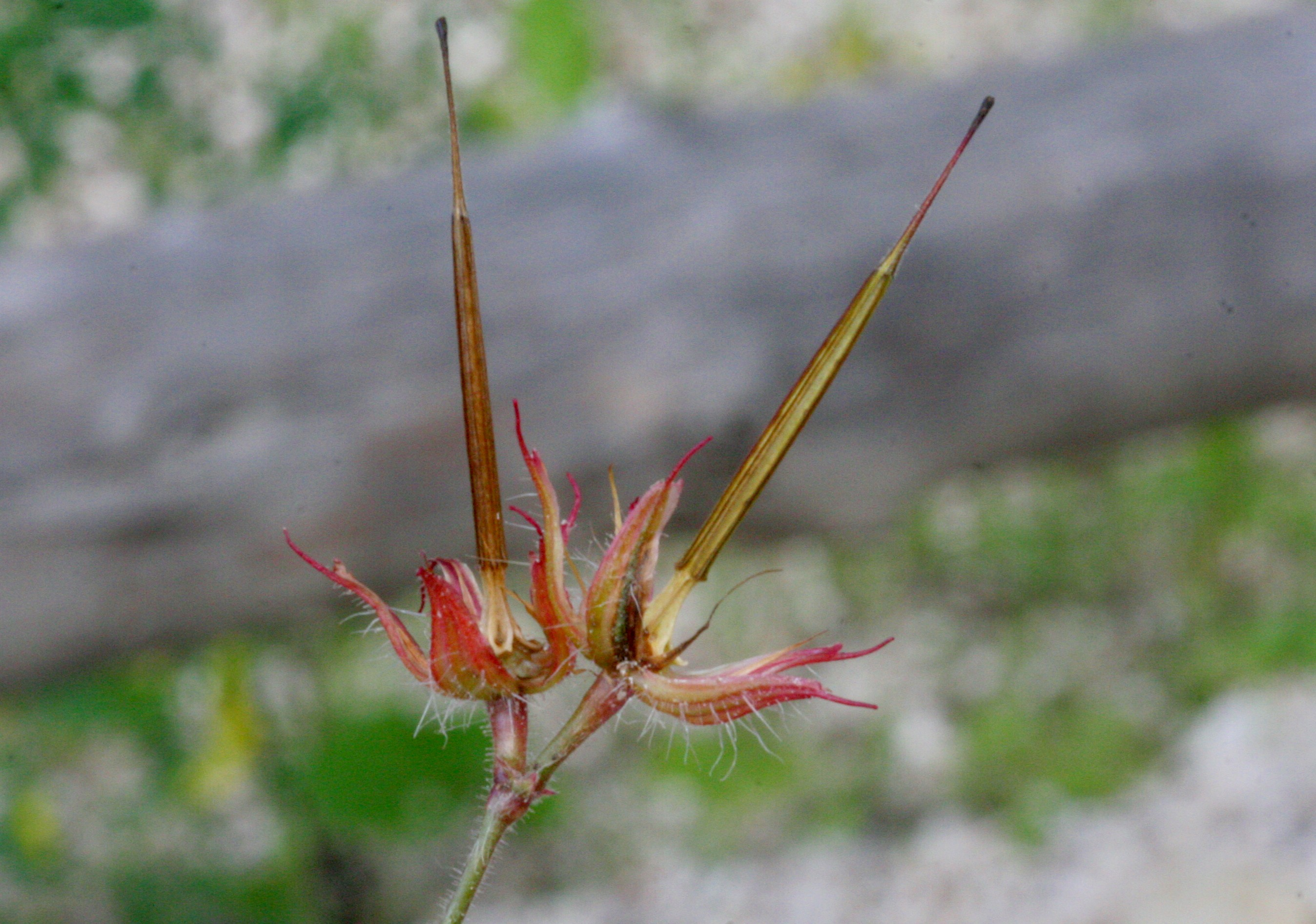
Termései
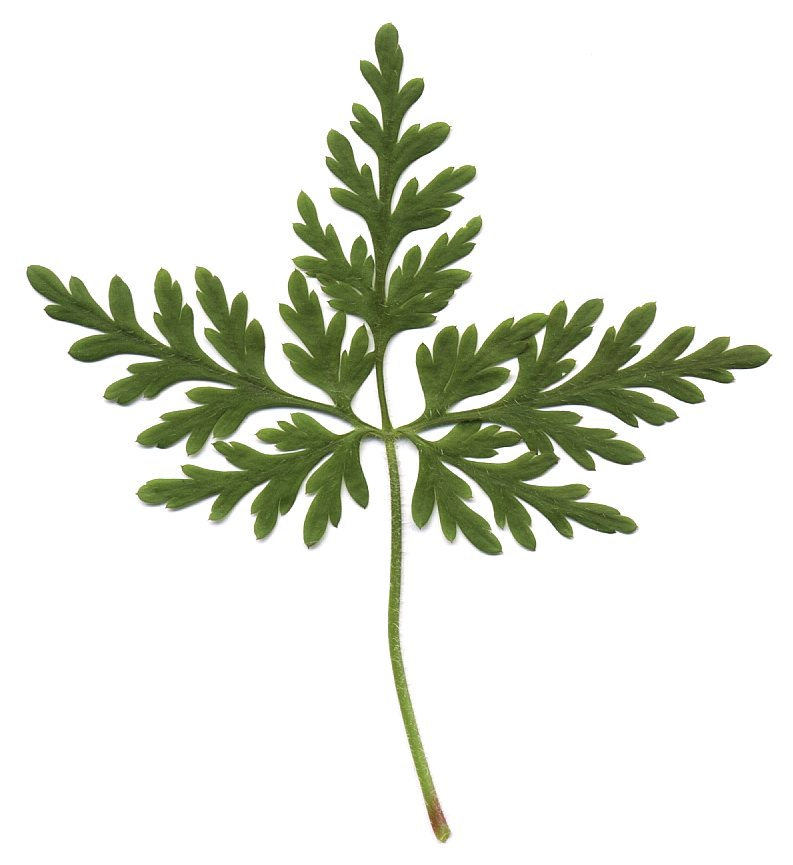
Levele
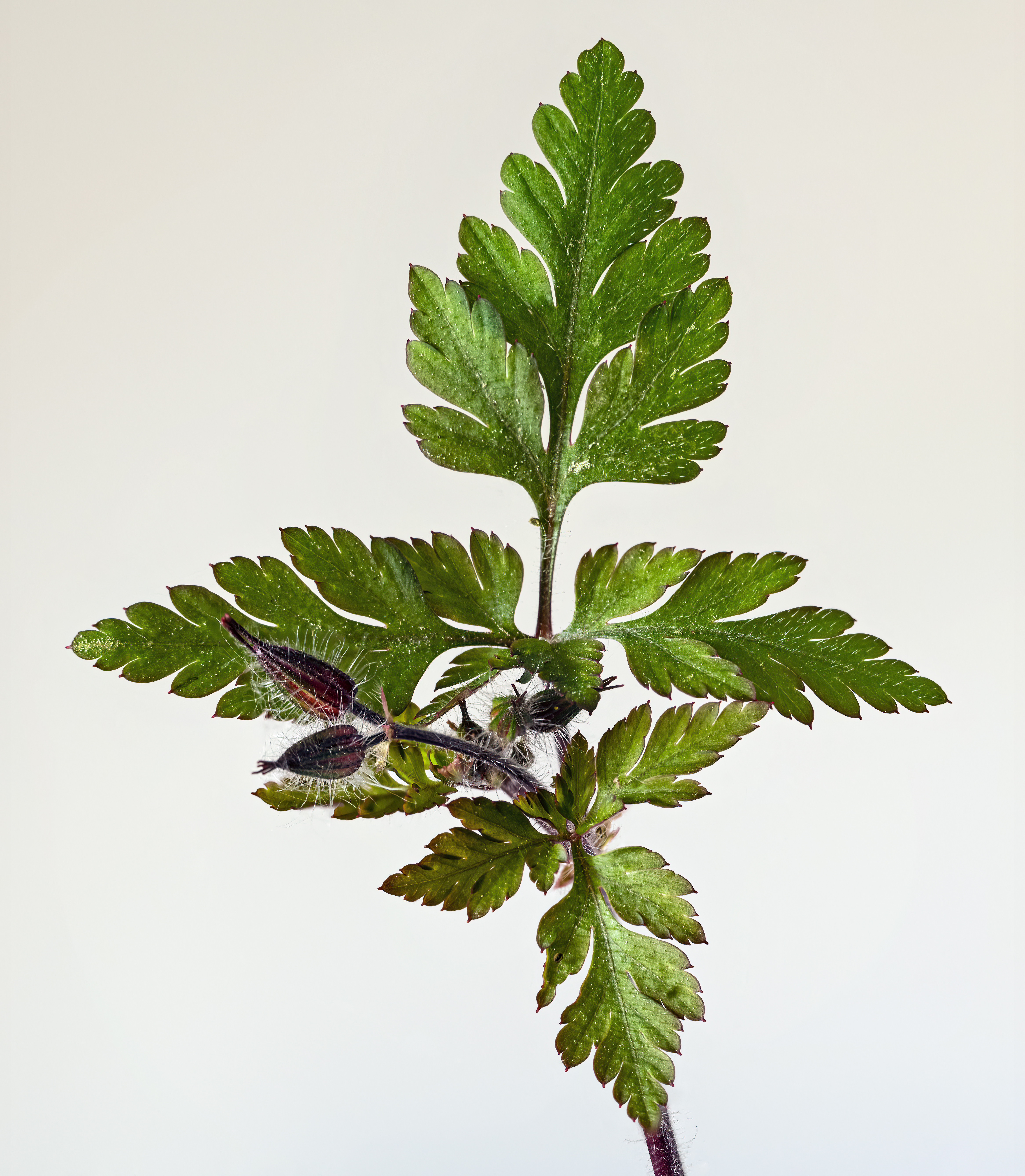
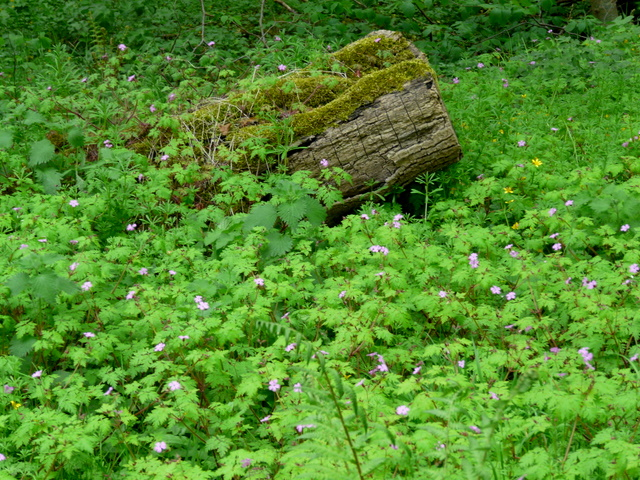
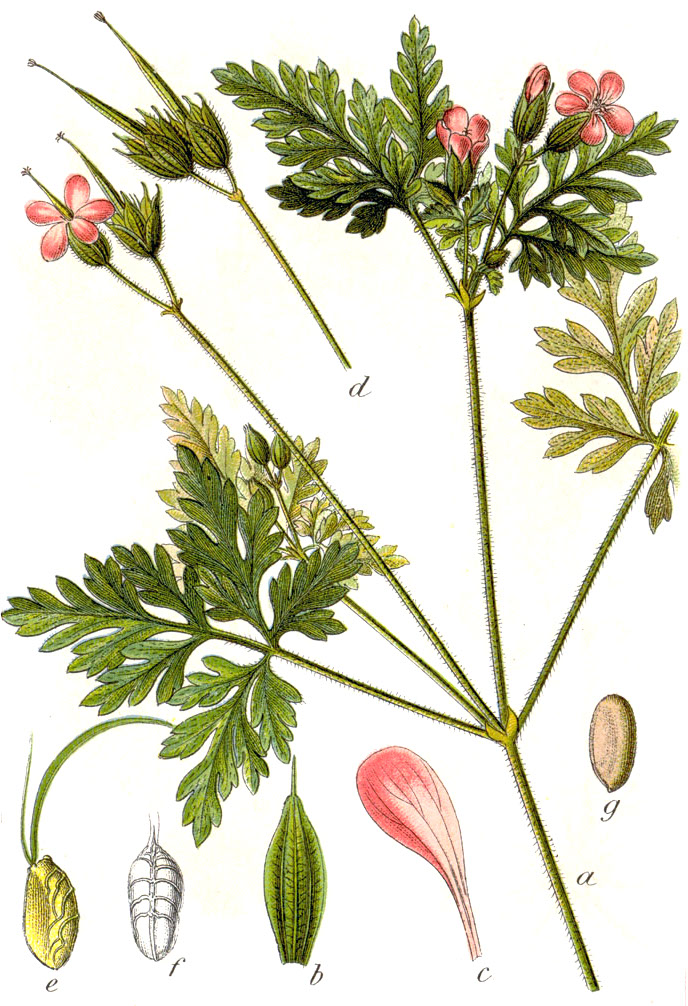
Rajz a növényről